# M&S Architekten

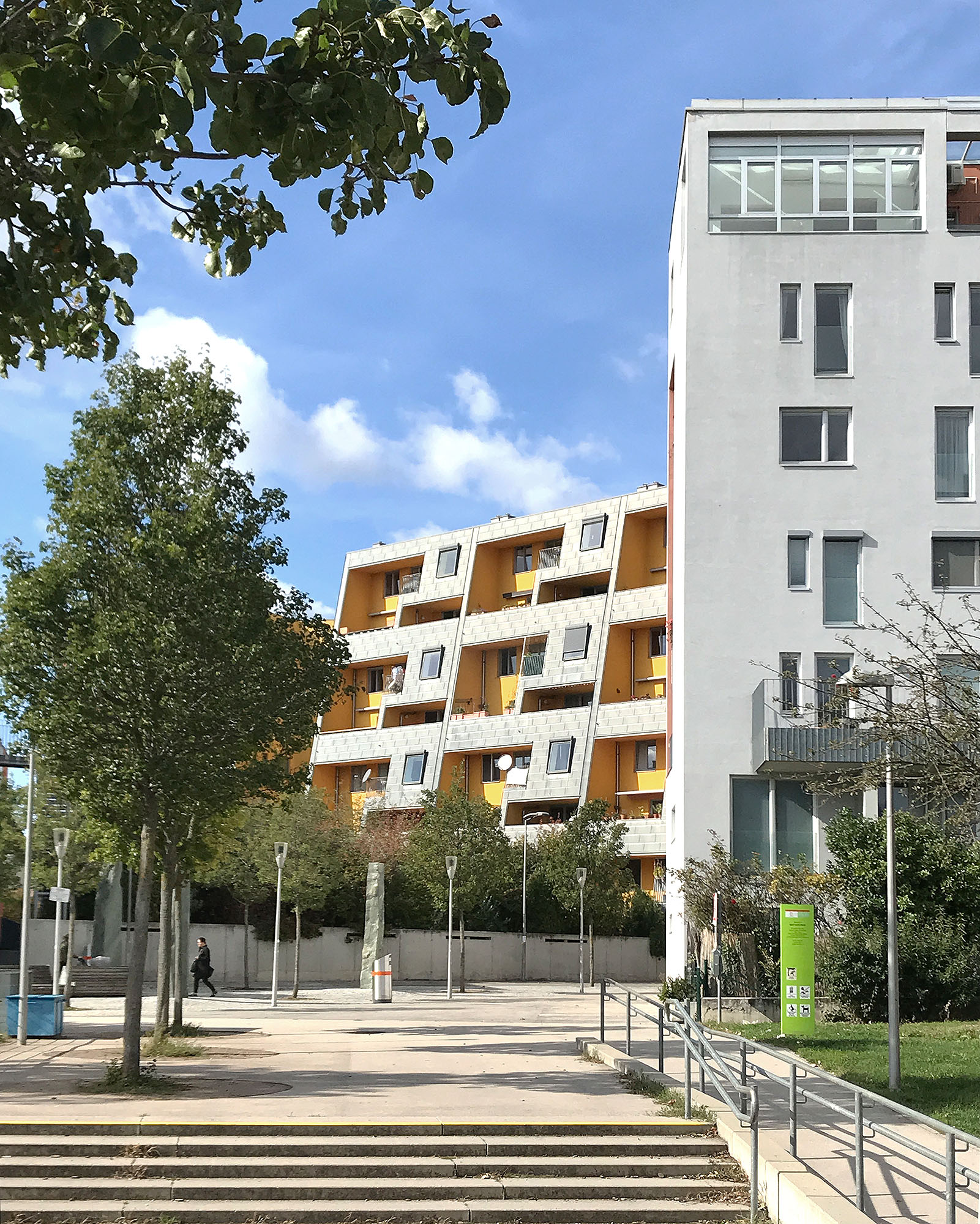
Terrassenhaus im Kabelwerk, 1120 Wien

M&S Architekten sind ein Wiener Architekturbüro. Zu den von ihnen geplanten Gebäuden gehören „Das Haus der Forschung“ in Wien und Teile des Kabelwerk Wien-Meidling.

## Geschichte

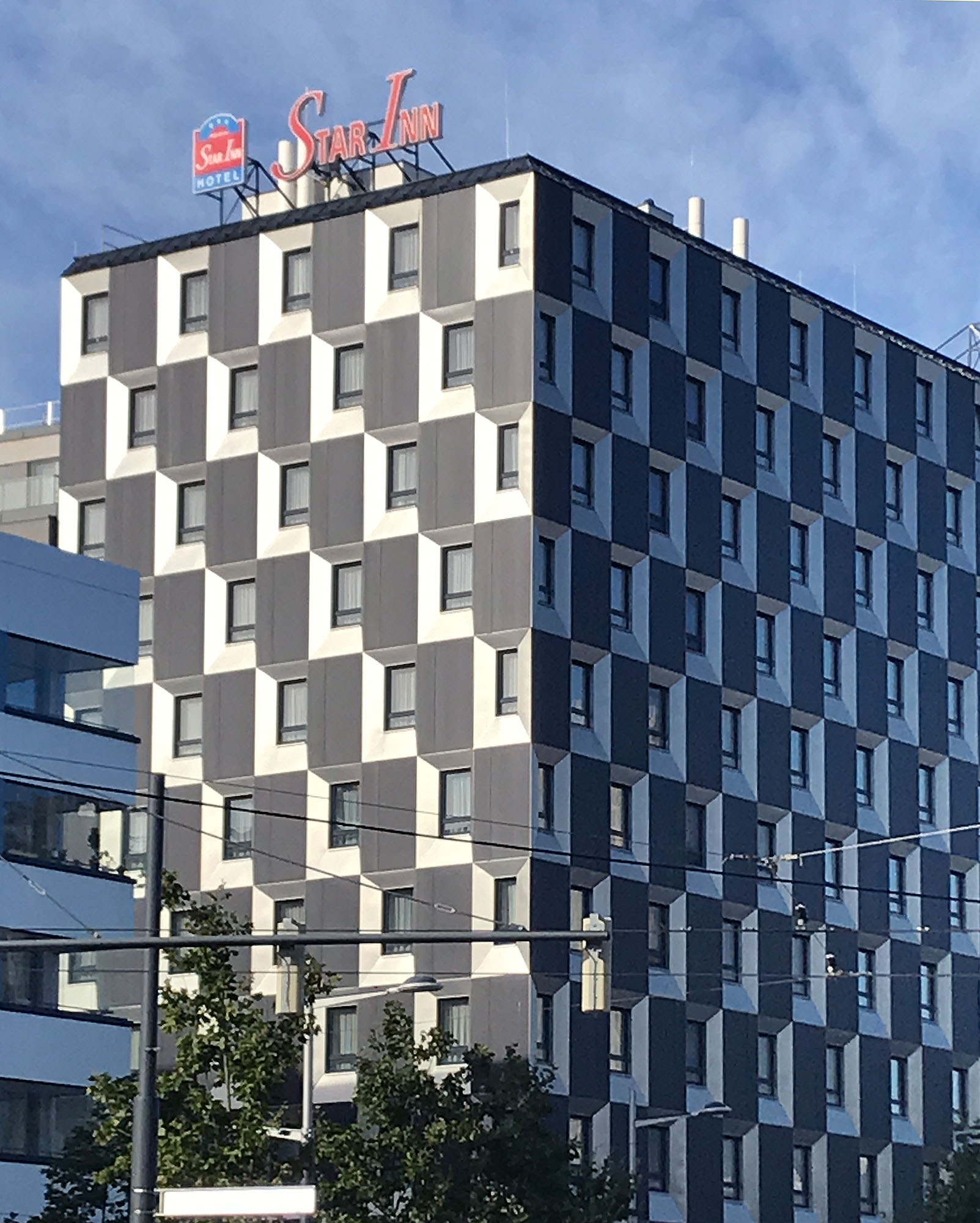
Hotel Hauptbahnhof, 1100 Wien

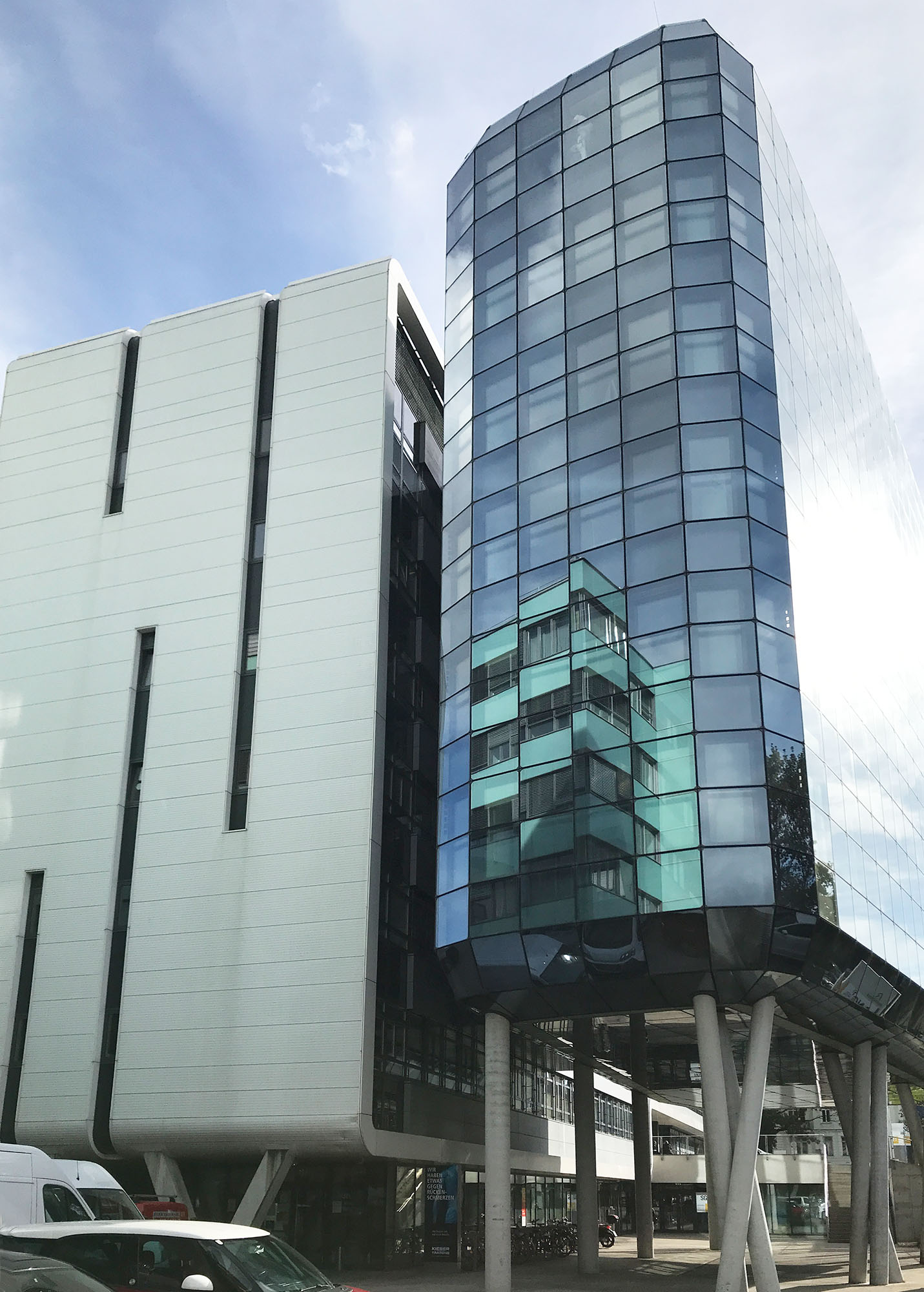
Forum Schönbrunn, 1120 Wien

Im Jahr 1984 gründeten Christian Mascha und Christian Seethaler gemeinsam mit Tomm Fichtner, Roland Köb und Gerhard Zwirchmayr das Büro 6B. Ihre Projekte „das Hausboot“, „die Goldhalle“ und „der Transmitter“ sorgten für erste Bekanntheit. 1995 wurde es zu Mascha und Seethaler und im Jahr 2016 mit dem Einstieg von Deirdre Zipp in die Geschäftsführung zu M&S Architekten. Zu den Schwerpunkten zählen Hotels, Gewerbe- und Wohnbauten, sowie städtebauliche Projekte. Im Laufe der Jahre gab es mehrfach Kooperationen mit Architekten wie Heinz Neumann oder Andreas Gerner.

## Bauwerke
- 2004 Haus der Forschung: Durch den Einsatz neuester Technologien bekam das Haus der Forschung eine hohe Energieeffizienz. Gemeinsam mit Heinz Neumann und Partner wurde mit diesem Projekt das energieeffizienteste Gebäude der Welt geschaffen mit einer Primärenergiekennzahl von 100 kWh/m².[1]
- 2005 Kabelwerk Wien-Meidling: Das Projekt wurde 2004 mit dem Otto Wagner Städtebaupreis ausgezeichnet. M&S Architekten haben die Teile A, D und E geplant. Teil A liegt im südlichen Abschnitt des Areals und bietet in dem neuen Stadtteil Nutzungen wie Hotel mit Seminarzentrum, Nahversorger, Bank und Ärztezentrum. Der Teil D ist ein Terrassenhaus mit gestapelten und versetzten Wohnungen. Der Wohnbau in Teil E wurde als ganzjährig begrünte Begegnungszone gestaltet und ist mit 66 Wohneinheiten der größte Bauteil.[2]
- 2012 Forum Schönbrunn in Wien: Hierbei handelt es sich um eine Mischung aus mehreren Büro- und Wohngebäuden.
- 2013 Firmensitz des Kran-Verleihers Prangl in Zettling. 2017 im 23. Bezirk das Wiener Headquarters. Für die Niederlassung in Wien haben M&S Architekten die Auszeichnung „gebaut 2018“ von der Stadt Wien erhalten. Der Standort in Zettling erhielt für den effizienten Umgang mit Energie und Wasser eine „Green Building“ Zertifizierung.
- 2014 Star Inn Hotel Wien Hauptbahnhof: Durch die Schwerpunktsetzung auf umweltfreundliches und nachhaltiges Bauen wurde das Projekt LEEDGold zertifiziert.[3]
- 2017 Diamond City Hotel: Iin der Tullner Altstadt innerhalb von 12 Monaten fertiggestellt. Durch die glitzernde Putzfassade in rauem Besenstrich wurde das Projekt von der Architekturfachzeitschrift AIT und dem Farbenhersteller Caparol für den Architekturpreis Farbe.Struktur.Oberfläche nominiert.[4]
- 2021 Projekt ERnteLAA in Erlaa: M&S Architekten setzten europaweit erstmals ein urbanes Gartenbau-Vorhaben im großen Stil um: Glashäuser auf den Dächern, Hochbeete und Obstgehölze stehen den Bewohnern zur Verfügung.[5]

## Auszeichnungen

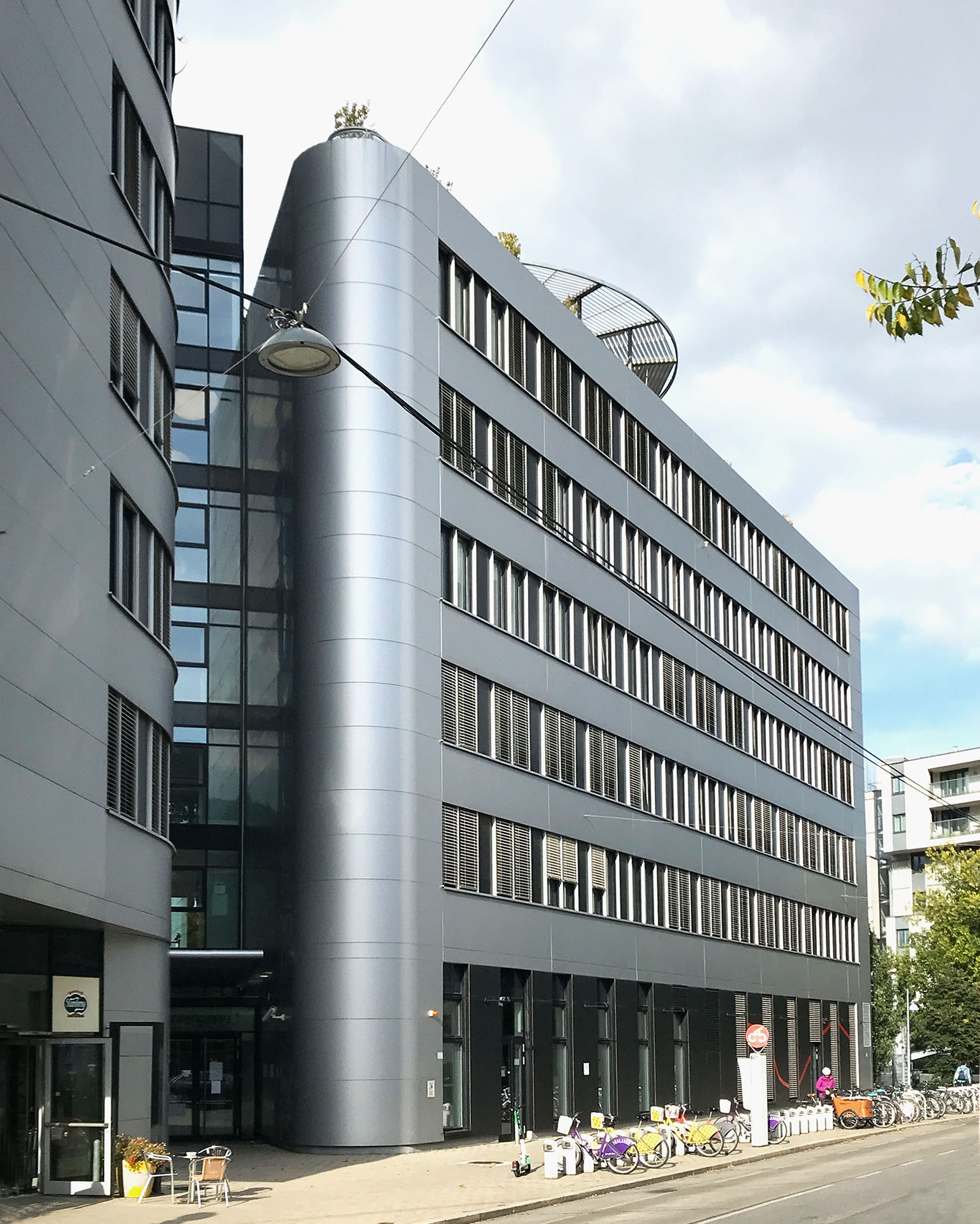
Haus der Forschung, 1090 Wien

- 1984 Würdigungspreis des Bundesministeriums für Wissenschaft und Forschung
- 1988 Critics Award „Ten on ten“ (USA)
- 1991 erhielt das Architekturbüro 6B den Staatspreis für gewerbliche und industrielle Bauten für die Goldhalle in Wien.
- 1998 Otto-Wagner-Städtebaupreis Würdigung der BB-Matrix
- 2004 Otto-Wagner-Städtebaupreis für das Projekt Kabelwerk Wien-Meidling (Teil der Architektengruppe)
- 2006 Österreichischer Bau-Preis Sonderpreis für Nachhaltigkeit im Bürobau für Haus der Forschung mit Neumann + Partner[6]

## Ausstellungen
- 1994 – The Austrian Situatio, ISARC Reykjavik
- 1994 – Architecturesearch, Universität Zagreb, Fakultät für Architektur
- 1997 – The work of Mascha & Seethaler, Helwan-Universität, Kairo
- 1998 – Realisierungsstrategien, Architektur in Progress, Wien
- 1999 – Processorientated Architecture, Tongj University, Shanghai
- 2000 – Why Architecture is Fun, Universität Kumasi, Ghana
- 2001 – What's the use of Cities" Bagdad Austria
- 2001 – Bild der Stadt, Akademie der Bildenden Künste Wien
- 2003 – Risiko Industriebau, TU Wien
- 2006 – Expertenforum Beton: Comfort Engineering und der Wille zur Form, Österreich
- 2007 – Realcorp, Wien
- 2008 – Kabelwerk, Genese eines Stadtteils, Architekturtage Wien
- 2010 – Bauen für die Umwelt, BIG im AzW, Wien
- 2016 – The Vienna Model, Wien